# Glycinde dorsalis
Glycinde dorsalis är en ringmaskart som först beskrevs av Ehlers 1905.  Glycinde dorsalis ingår i släktet Glycinde och familjen Goniadidae.
Artens utbredningsområde är havet kring Nya Zeeland. Inga underarter finns listade i Catalogue of Life.